# Fanchang
Fanchang (chiń. upr. 繁昌县; chiń. trad. 繁昌縣; pinyin Fánchāng Xiàn) – powiat w środkowej części prefektury miejskiej Wuhu w prowincji Anhui w Chińskiej Republice Ludowej. Liczba mieszkańców powiatu, w 2010 roku, wynosiła 257 764.